# 傑姆萊克 (明尼蘇達州)
傑姆萊克（英語：Gem Lake）是一個位於美國明尼蘇達州拉姆西縣的城市。

## 人口
根據2020年美國人口普查的數據，傑姆萊克的面積為2.86平方千米，當中陸地面積為2.71平方千米，而水域面積為0.15平方千米。當地共有人口528人，而人口密度為每平方千米185人。